# Добрівляни (Стрийська міська громада)
Добрівля́ни — село в Україні, у Стрийській міській громаді Стрийського району Львівської області. Населення становить 828 осіб. 

## Назва
Назва села походить від слів "добрі лани", або від прізвища власника Добрівлянського.

## Історія
Перша письмова згадка про Добрівляни датована 1580 роком. Теперішнє село Добрівляни – це третє поселення на даній території, яке місцеві мешканці заснували наприкінці XVI століття.

## Політика

### Парламентські вибори, 2019
На позачергових парламентських виборах 2019 року у селі функціонувала окрема виборча дільниця № 461449, розташована у приміщенні будинку культури.
Результати
- зареєстровано 858 виборців, явка 54,90%, найбільше голосів віддано за «Слугу народу» — 29,51%, за партію «Голос» — 27,18%, за «Європейську Солідарність» —13,16%.[1] В одномандатному окрузі найбільше голосів отримав Андрій Гергерт (Всеукраїнське об'єднання «Свобода») — 24,31%, за Володимира Наконечного (Слуга народу) — 14,71%, за Володимира Гаврона (Голос) — 11,73%[2].

## Населення

### Мова
Розподіл населення за рідною мовою за даними перепису 2001 року:
| Мова       | Кількість | Відсоток |
| ---------- | --------- | -------- |
| українська | 821       | 99.16%   |
| російська  | 7         | 0.84%    |
| Усього     | 828       | 100%     |

## Релігія
У селі є греко-католицька громада, яка належить до парафії Святих апостолів Петра і Павла Добрянського деканату Стрийської єпархії УГКЦ.

### Церква Воздвиження Чесного Хреста
Є письмова згадка про дерев’яну церкву у 1589 р. і міститься в податковому реєстрі. 
Церкву будували в 2 етапи.
За переказами місцевих, церква була зведена в частині села "Кривуля" (крива дорога), за кошти польської поміщиці Анни у 1629 році. Яку поховали при вході храму.
А через 102 роки, 1731 році, її добудувала родина поміщиці, і таким чином, могила Анни розмістилась всередині церкви.
Біля церкви збереглась дерев’яна дзвіниця того ж періоду.
Храм належить до рідкісного архаїчного типу сакральних безверхих двозрубних споруд, був зведений народними умільцями без використання металевих цвяхів.
У дворі церкви знаходиться: збережене спеціальне місце для освячення води, його і до сьогодні використовують за призначенням.
Храм не мав фундамент і стояв на землі. У 2013 зробили кам'яні мощення, замінили гнилі балки і встановили ринви дерев'яні.
З переказів старожилів відомо також про те, що в цій церкві колись стояло Крісло Богдана Хмельницького (на ньому був відповідний надпис, що свідчив про цю приналежність).
В часи війни його було вивезено у Кавсько, а зараз це крісло зберігається у Розвадові.
Під час комуністичного правління дерев'яний храм та дзвіниця були закриті для вірян до 1988 року. Тепер у дерев'яній церкві Воздвиження Чесного Хреста Богослужіння відбуваються лише на храмовий празник — 27 вересня. Церква у користуванні громади УГКЦ.
Церква Воздвиження Чесного Хреста — Пам'ятка архітектури національного значення України.

## Пам'ятки
У селі є дерев'яна церква Воздвиження Чесного Хреста (1738) з дзвіницею та мурована Святих апостолів Петра і Павла (1991).

## Відомі люди
- Мірчук Петро Юрійович (1913–1999) — український політичний діяч, історик, журналіст. Псевдонім — Залізняк.
- Оброца Остап Михайлович (1931–1979) — художник-графік (акварелі, екслібриси). У селі Добрівлянах та в м. Стрию названі вулиці в його пам'ять.
- Павлишин Юрій Іванович (1973–2022) — учасник російсько-української війни, старший солдат Збройних сил України.